# Kasernenstraße 63 (Düsseldorf)

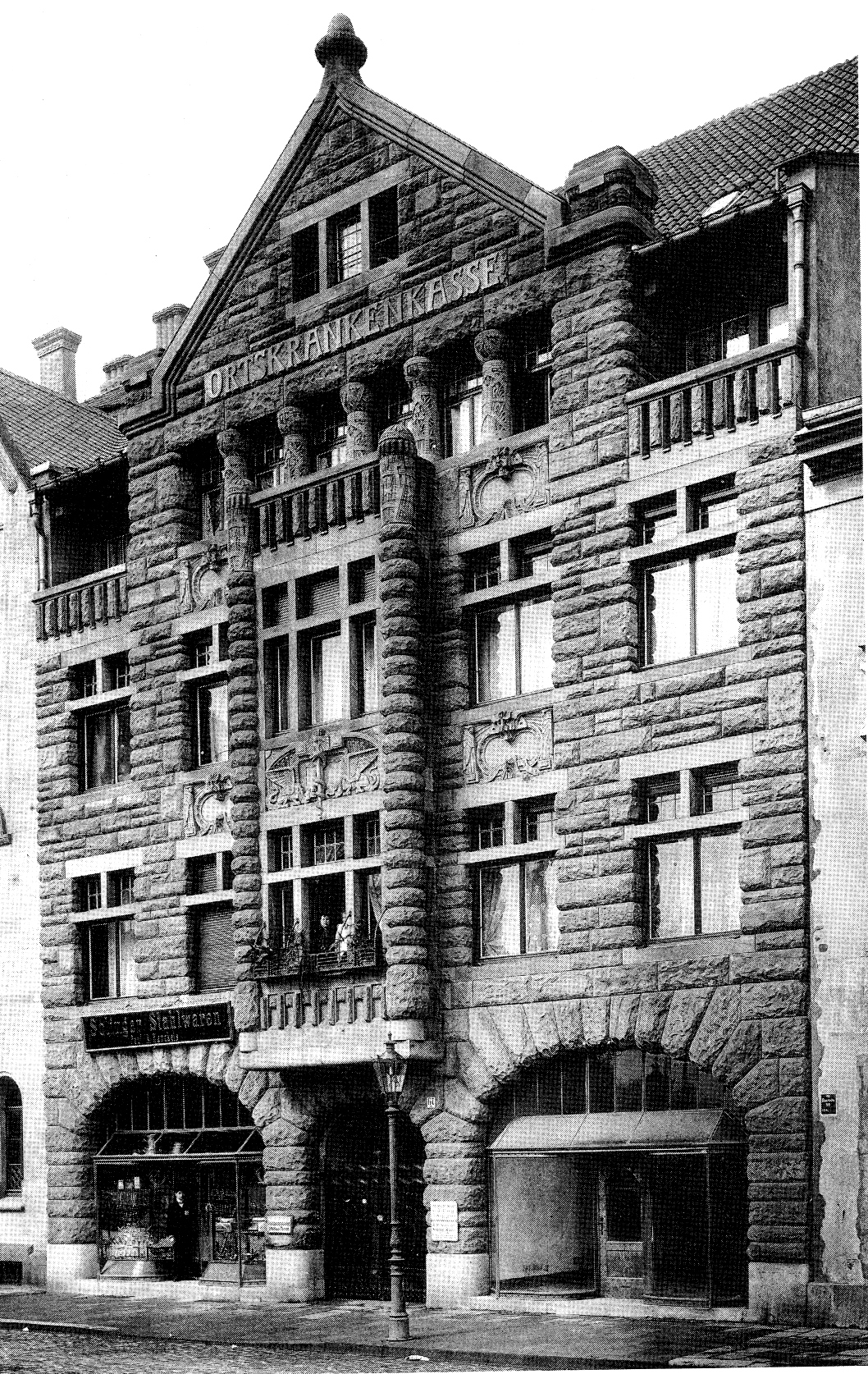
Das alte AOK-Hauptverwaltungsgebäude, links angeschnitten der Gebäudekomplex der Düsseldorfer Synagoge (1905)

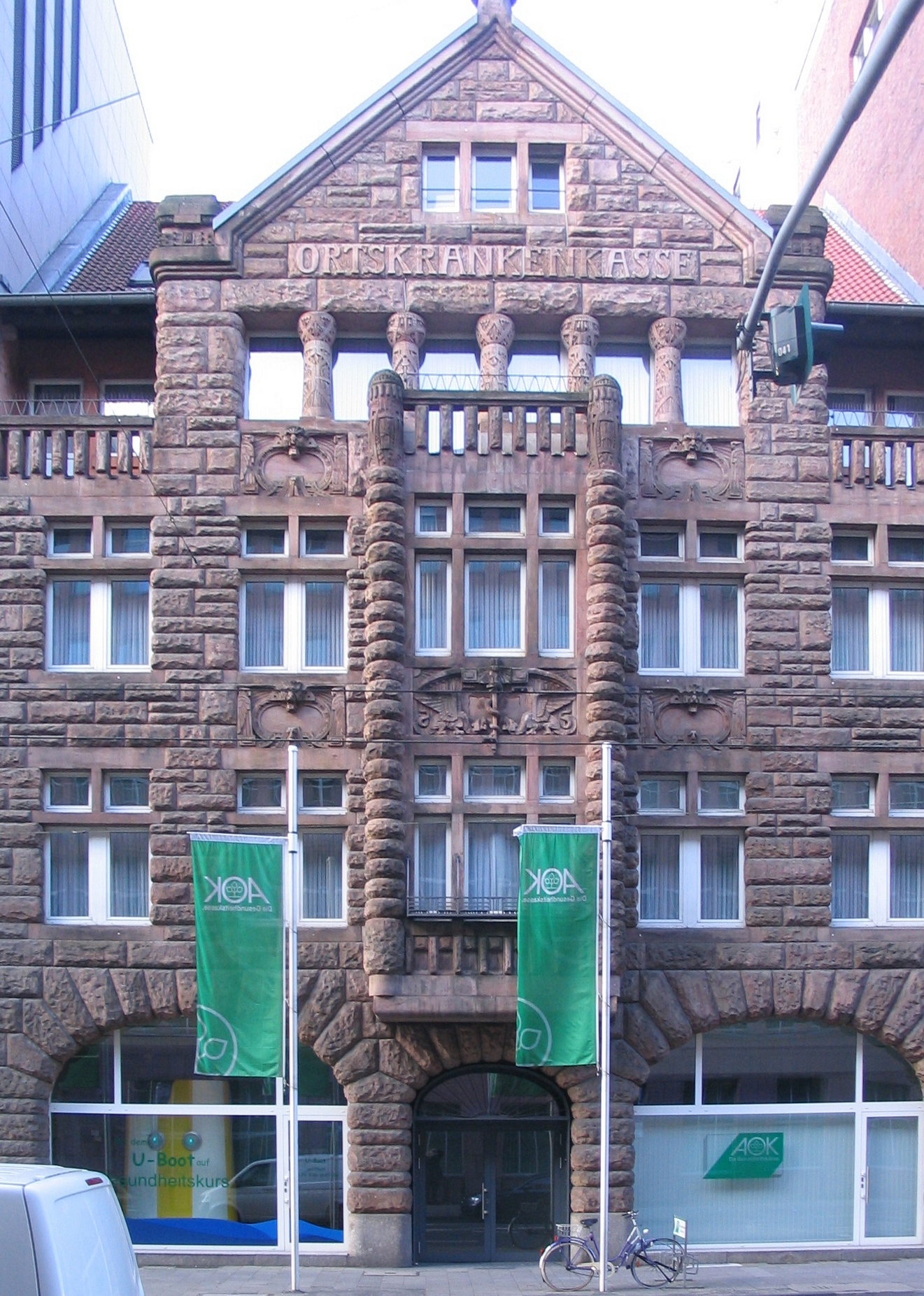
AOK (2012)

Das Alte AOK-Hauptverwaltungsgebäude (Bezeichnung laut Denkmalliste: Kasernenstraße 63, Altbau AOK) ist ein denkmalgeschütztes Gebäude in der Kasernenstraße in Düsseldorf, das von März 1904 bis Februar 1905 von dem Architekten Hermann vom Endt im Materialstil der Reformarchitektur mit sparsamem Jugendstildekor errichtet worden ist. Es ist „exemplarisch für einen Verwaltungsbau des frühen 20. J(ahrhunderts)“.

## Geschichte
Für die großen Banken und Verwaltungen der Stahlindustrie wurde das barocke Stadtviertel um die Kasernengebäude abgebrochen. Um das Projekt politisch durchzusetzen und zum Ausgleich dafür, dass hier ein „signifikantes Stück des alten Düsseldorf geopfert“ wurde, machte die Stadt „baupolitische Akzeptanzangebote“ an die Bevölkerung. So wurden Schulen, Schauspielhaus, die Synagoge und das AOK-Gebäude errichtet. Das AOK-Gebäude entstand ursprünglich für die Metallarbeiter-Krankenkasse.
Da das Gebäude direkt an die Große Synagoge angrenzte, wurde durch Vertrag mit der Israelitischen Gemeinde bestimmt, dass die Höhe des Gebäudes auf vier Geschosse zu beschränken sei.

## Beschreibung
Das Gebäude ist viergeschossig. Die Fassade ist im Erdgeschoss vertikal in drei Achsen aufgeteilt. Die Fassade der Obergeschosse ist in fünf Achsen eingeteilt. Von den fünf Achsen des dritten Obergeschosses werden drei Achsen durch eine Tempelfront zusammengefasst, über deren Gebälk die Inschrift „Ortskrankenkasse“ zu lesen ist. Die Tempelfront wird beiderseits von Loggien flankiert.
Die Werksteinfassade ist stark bossiert. Der Sockel ist in Granit, die Fassade in Pfälzer Sandstein ausgeführt. Der Haupteingang befindet sich in der Mittelachse, flankiert von großen Schaufenstern auf der rechten und linken Seite. Ein zweigeschossiger Erker dominiert die Mittelachse der beiden Obergeschosse. Starke, steinerne Fensterkreuze kennzeichnen die Oberlichter der Drillingsfenster. Die drei mittleren Fensterbrüstungen im zweiten Obergeschoss werden von Bauplastiken im Jugendstil geschmückt, die stilistisch dem Bildhauer Adolf Simatschek zugeschrieben werden können. Das Dachgeschoss zeigt einen Dreiecksgiebel mit drei kleinen Fenstern.